# لی شرایدن
لی شرایدن (به انگلیسی: Lee Sheriden) (زاده ۱۱ آوریل ۱۹۴۹) خوانندهٔ انگلیسی است.
او عضو گروه برادرهود آف من است.